# 御舘透
御舘 透（みたち とおる、 男性、 1959年3月17日 - ）は、日本の武道（截拳道）家である。愛知県安城市生まれ。

## 経歴
- 15歳頃より空手、少林寺拳法を始める。
- 1979年 - 20歳、アメリカのカリフォルニア大学ロサンゼルス校へ留学。
- 1980年 - ダン・イノサント師とリチャード・バステロ師が教える「フィリピノ・カリ＆チャイニーズ・ボクシングアカデミー」に入門。
- 1982年 - 一時帰国。
- 1984年 - 再度渡米。イノサント師とバステロ師の新しいスクール「IMBカデミー」へ入門。
- 1986年 - 帰国後、「フィリピノ・カリ功夫協会」を設立し日本で初めて本格的にジークンドーの指導を開始する。
- 1987年 - イノサント師よりジークンドー及びフィリピノ・マーシャルアーツの指導員に認定される。
- 1992年 - 3度めの渡米。イノサント・アカデミーに入門しジークンドーに磨きをかける。ジークンドーの他にも現地にてジャン・ジャック・マチャドからブラジリアン柔術を学んでいる。
- 1996年 - 帰国。日本においての新しいスクール開校の準備を始める。
- 1997年 - 友人である少年隊の錦織一清の協力を得て、東京でミタチJKDアカデミーを開校し後進の指導にあたる。
- 1998年 - バステロ師の主宰する「IMBアカデミー」から指導員の認定を受ける。
- 2001年 - スクールの経営母体であった（株）タオ・エンタープライズから独立。新たに 「ミタチ・アカデミー」として再出発しジークンドー指導に情熱を注ぐ。
- 2005年 - バステロ師の主宰する「IMBアカデミー」からシニア・インストラクターの認定を受ける。
- 2006年 - アメリカ武術協会（US Martial Arts Association)よりジークンドー・パイオニア賞（Jeet Kune Do Pioneer）を受賞。

## テレビ出演
- スポーツ・バスツアー（日本テレビ）（1997年）
- シネマ通信（テレビ東京）（1997年）
- ジェネX（日本テレビ）（1997年）
- めざましテレビ（フジテレビ）（1997年）
- ワンダフル（TBS）（1997年）
- 優香のマジカルSFX（フジテレビ）（1997年）
- 炎のチャレンジャー（テレビ朝日）（1997年）
- 新・諸国漫遊記（フジテレビ）（1998年）
- 天声慎吾（日本テレビ）（1998年）
- ジャスト（TBS）（1998年）
- 喜怒愛楽オールナイト（毎日放送）（1998年）
- 原宿ロンチャーズ（BS朝日）（1998年）
- ブック・キッズ（ディレクTV）（1998年）
- シネマ・パラダイス（日本テレビ）（1999年）
- スポーツ・チャレンジ（東京MXテレビ）（1999年）
- 指名手配（テレビ朝日）（2005年2月5日放送）
- 映画ほど!ステキなものはない（NHK・BS2）（2005年4月17日放送）
- ぶらり途中下車の旅（日本テレビ系列）（2009年9月5日放送）：片岡孝太郎レポーターによるゲスト出演。

## DVD
- 御舘透ジークンドーへの道（2003年）
- 御舘透ジークンドー・トラッピング・アート第1巻（2004年）
- 御舘透ジークンドー・トラッピング・アート第2巻（2005年）